# 니콜라스 포페
니콜라스 포페(러시아어: Николай Николаевич Поппе 니콜라이 니콜라예비치 포페[*], 1897년 7월 27일 ~ 1991년 8월 8일)는 러시아의 언어학자이다.
이름을 독일식으로 니콜라우스라고 하기도 하며, 학술지에서는 흔히 N.N. Poppe로 줄여 쓰기도 한다. 몽골어를 주 전공으로 하여, 퉁구스어, 투르크어 등을 연구하고 묶어서 알타이어족의 가설체계를 세웠다. 람스테드와 함께 한국어의 계통에 대해서도 중요한 연구를 남겼는데 초기 논문에서는 한국어를 알타이어 계통이라고 보았다가, 나중에는 이를 단정하지 않고 보류하였다.